# Santiago Challenger 2025 - Doppio
Il doppio del torneo di tennis professionistico Santiago Challenger 2025, facente parte della categoria Challenger 75 nell'ambito dell'ATP Challenger Tour 2025, si è giocato dal 10 al 16 marzo a Santiago del Cile, in Cile. Fernando Romboli e Marcelo Zormann erano i detentori del titolo ma solo Zormann aveva scelto di partecipare in coppia con Cristian Rodríguez.
In finale Vasil Kirkov e Matías Soto hanno sconfitto Mateus Alves e Luís Britto con il punteggio di 6–4, 6–3.

## Teste di serie
1. Karol Drzewiecki /  Piotr Matuszewski (semifinale)
2. Cristian Rodríguez /  Marcelo Zormann (semifinale)

1. Boris Arias /  Federico Zeballos (primo turno)
2. Vasil Kirkov /  Matías Soto (campioni)

## Wildcard
1. Guido Iván Justo /  Anders Matta (ritirati)

1. Milledge Cossu /  Amador Salazar (primo turno)

## Ranking protetto
1. Arklon Huertas del Pino /  Conner Huertas del Pino (primo turno)

## Alternate
1. João Lucas Reis da Silva /  Pedro Sakamoto (quarti di finale)

## Tabellone

### Legenda
| - Q = Qualificato - WC = Wild card - LL = Lucky loser | - ALT = Alternate - SE = Special Exempt - PR = Protected Ranking | - w/o = Walkover - r = Ritirato - d = Squalificato |

|  | Primo turno | Primo turno                           | Primo turno                           | Primo turno | Primo turno |  |  | Quarti di finale | Quarti di finale            | Quarti di finale            | Quarti di finale      | Quarti di finale      |   |      | Semifinali | Semifinali                 | Semifinali               | Semifinali               | Semifinali               |   |   | Finale | Finale | Finale | Finale | Finale |  |
|  |             |                                       |                                       |             |             |  |  |                  |                             |                             |                       |                       |   |      |            |                            |                          |                          |                          |   |   |        |        |        |        |        |  |
|  | 1           | K Drzewiecki P Matuszewski            | K Drzewiecki P Matuszewski            | 6           | 6           |  |  |                  |                             |                             |                       |                       |   |      |            |                            |                          |                          |                          |   |   |        |        |        |        |        |  |
|  |             | P Boscardin Dias DE Galán             | P Boscardin Dias DE Galán             | 1           | 4           |  |  | 1                | K Drzewiecki P Matuszewski  | K Drzewiecki P Matuszewski  | 7                     | 6                     |   |      |            |                            |                          |                          |                          |   |   |        |        |        |        |        |  |
|  |             | G Durán R Olivo                       | G Durán R Olivo                       | 64          | 4           |  |  |                  | M Dellien E Nava            | M Dellien E Nava            | 5                     | 4                     |   |      |            |                            |                          |                          |                          |   |   |        |        |        |        |        |  |
|  |             | M Dellien E Nava                      | M Dellien E Nava                      | 7           | 6           |  |  |                  |                             |                             |                       |                       |   |      | 1          | K Drzewiecki P Matuszewski | 5                        | 6                        | [7]                      |   |   |        |        |        |        |        |  |
|  | 3           | B Arias F Zeballos                    | 6                                     | 3           | [8]         |  |  |                  |                             |                             | M Alves L Britto      | 7                     | 3 | [10] |            |                            |                          |                          |                          |   |   |        |        |        |        |        |  |
|  |             | M Alves L Britto                      | 2                                     | 6           | [10]        |  |  |                  | M Alves L Britto            | M Alves L Britto            | 6                     | 6                     |   |      |            |                            |                          |                          |                          |   |   |        |        |        |        |        |  |
|  |             | L Aboian G Villanueva                 | L Aboian G Villanueva                 | 1           | 2           |  |  | Alt              | JL Reis da Silva P Sakamoto | JL Reis da Silva P Sakamoto | 3                     | 4                     |   |      |            |                            |                          |                          |                          |   |   |        |        |        |        |        |  |
|  | Alt         | JL Reis da Silva P Sakamoto           | JL Reis da Silva P Sakamoto           | 6           | 6           |  |  |                  |                             |                             |                       |                       |   |      |            | Mateus Alves Luís Britto   | Mateus Alves Luís Britto | 4                        | 3                        |   |   |        |        |        |        |        |  |
|  |             | M Pucinelli de Almeida JB Torres      | M Pucinelli de Almeida JB Torres      | 3           | 4           |  |  |                  |                             |                             |                       |                       |   |      |            |                            | 4                        | Vasil Kirkov Matías Soto | Vasil Kirkov Matías Soto | 6 | 6 |        |        |        |        |        |  |
|  |             | S Watanabe T Yuzuki                   | S Watanabe T Yuzuki                   | 6           | 6           |  |  |                  | S Watanabe T Yuzuki         | 6                           | 69                    | [8]                   |   |      |            |                            |                          |                          |                          |   |   |        |        |        |        |        |  |
|  | WC          | M Cossu A Salazar                     | M Cossu A Salazar                     | 5           | 1           |  |  | 4                | V Kirkov M Soto             | 3                           | 711                   | [10]                  |   |      |            |                            |                          |                          |                          |   |   |        |        |        |        |        |  |
|  | 4           | V Kirkov M Soto                       | V Kirkov M Soto                       | 7           | 6           |  |  |                  |                             |                             |                       |                       |   |      | 4          | V Kirkov M Soto            | V Kirkov M Soto          | 6                        | 6                        |   |   |        |        |        |        |        |  |
|  |             | A Collarini D Popko                   | A Collarini D Popko                   | 4           | 2           |  |  |                  |                             | 2                           | C Rodríguez M Zormann | C Rodríguez M Zormann | 3 | 4    |            |                            |                          |                          |                          |   |   |        |        |        |        |        |  |
|  |             | G Bueno Á Guillén Meza                | G Bueno Á Guillén Meza                | 6           | 6           |  |  |                  | G Bueno Á Guillén Meza      | G Bueno Á Guillén Meza      | 4                     | 3                     |   |      |            |                            |                          |                          |                          |   |   |        |        |        |        |        |  |
|  | PR          | A Huertas del Pino C Huertas del Pino | A Huertas del Pino C Huertas del Pino | 4           | 2           |  |  | 2                | C Rodríguez M Zormann       | C Rodríguez M Zormann       | 6                     | 6                     |   |      |            |                            |                          |                          |                          |   |   |        |        |        |        |        |  |
|  | 2           | C Rodríguez M Zormann                 | C Rodríguez M Zormann                 | 6           | 6           |  |  |                  |                             |                             |                       |                       |   |      |            |                            |                          |                          |                          |   |   |        |        |        |        |        |  |